# Roland Bottomley
Roland Bottomley foi um ator nascido na Inglaterra e radicado ao teatro e ao cinema estadunidense da era do cinema mudo, que atuou em várias peças entre 1913 e 1944 e em 16 filmes entre 1915 e 1925.[carece de fontes?] atuou em 16 filmes entre 1915 e 1925.

## Biografia
Nasceu em Liverpool, na Inglaterra. Inicialmente trabalhou no teatro e vaudeville, e a partir de 1913 atuou pela Broadway em várias peças, tais como Anna Held's All Star Variete Jubilee (1913), Othello (1935) e Macbeth (1935), entre outras.
No meio cinematográfico, seu primeiro filme foi The Green Cloak, em 1915, pela George Kleine Productions, depois atuou pela Kalem Company como protagonista em filmes como The Net of Deceit (1915) e The Crossed Clues (1916). Atuou nos seriados The Ventures of Marguerite (1915), pela Kalem Company, The Grip of Evil (1916) e The Neglected Wife (1917), ambos pela Balboa Amusement Producing Company. Seu último filme foi Raffles, em 1925, e a partir de então passou a atuar apenmas no teatro, até 1944.
Em junho de 1917, Bottomley alistou-se na Canadian Expeditionary Force, e entrou para a University of Toronto Officers' Training Company junto com um número de outros atores. Naquela época, ele deu a sua data de nascimento como sendo 9 de setembro de 1878.[carece de fontes?]
Bottomley faleceu em 5 de janeiro de 1947 e está sepultado no Kensico Cemetery, em Nova Iorque.[carece de fontes?]

## Filmografia parcial

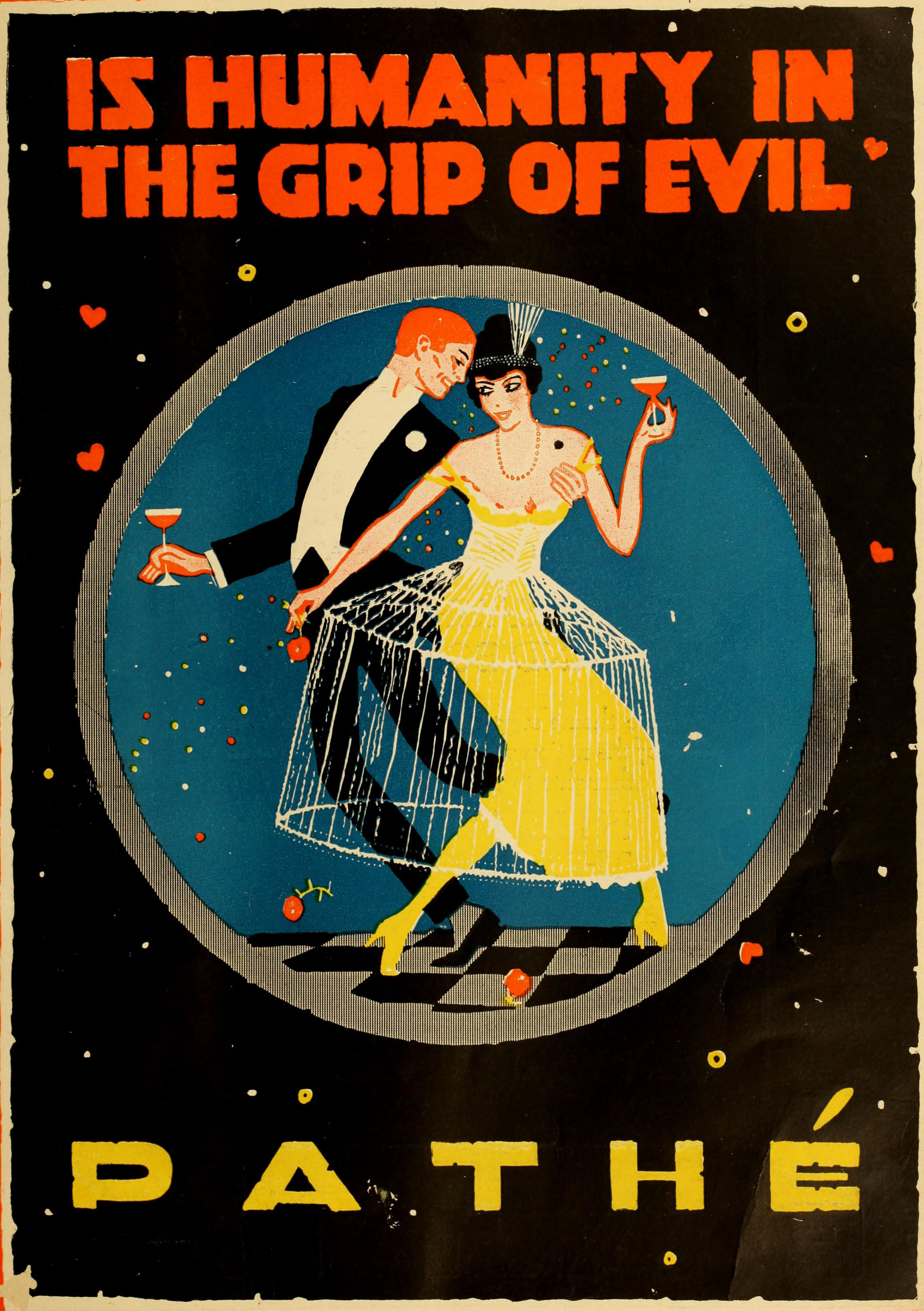
Anúncio do seriado The Grip of Evil (1916), estrelado por Bottomley e Jackie Saunders.

- The Green Cloak (1915)
- The Net of Deceit (1915)
- The Ventures of Marguerite (1915)
- The Crossed Clues (1916)
- The Grip of Evil (1916)
- The Neglected Wife (1917)
- The Devil (1918), filme húngaro
- Modern Marriage (1923)
- The Dawn of a Tomorrow (1924)
- Enticement (1925)
- Raffles (1925)

## Peças
- Anna Held's All Star Variete Jubilee (1913)
- Lassie (1920)
- Nemesis (1921)
- The Yankee Princess(1922)
- Julius Caesar (1927)
- Her First Affaire (1927)
- Death Takes a Holiday (1929 e 1931)
- Gay Divorce (1932)[2]
- Hotel Alimony (1934)
- Mother Lode (1934)
- Othello (1935)
- Macbeth (1935)
- The Laughing Woman (1936)
- Cross-Town (1937)
- The White Steed (1939)
- The Wookey (1941)
- A Kiss for Cinderella (1942)
- Slightly Scandalous (1944)